# Aéroport municipal de Vero Beach
L'aéroport municipal de Vero Beach, (code IATA : VRB • code OACI : KVRB • code FAA : VRB) est un aéroport domestique  desservant la ville de Vero Beach, siège du comté d'Indian River, dans l’État de Floride.

## Situation
| Daytona Beach Fort Lauderdale Fort Myers Gainesville Jacksonville Key West Orlando-Melbourne Miami Orlando Orlando-Sanford Panama City Pensacola Punta Gorda Sarasota-Bradenton St. Augustine St. Petersburg-Clearwater Tallahassee Tampa Valparaiso Palm Beach Naples Vero Beach |

## Compagnies et destinations
| Compagnies    | Destinations                                                           |
| ------------- | ---------------------------------------------------------------------- |
| Elite Airways | Asheville, Newark-Liberty En saison : Bar Harbor-Comté de Hancock (en) |